# 무단 통치
무단 통치(武斷統治) 또는 헌병경찰통치(憲兵警察統治)는 일본 제국의 식민지 통치방식의 일종이다. 헌병의 무력을 보여주는 등 조선인에게 압박을 가해 조선민족의 민족의식을 억눌렀다.
1919년 3.1 운동으로 1920년대에 일제 식민지 통치방식이 문화 통치로 바뀌었다.

## 같이 보기
- 문화 통치